# Liste der denkmalgeschützten Objekte in Voitsberg
Die Liste der denkmalgeschützten Objekte in Voitsberg enthält die 20 denkmalgeschützten, unbeweglichen Objekte der österreichischen Stadtgemeinde Voitsberg im steirischen Bezirk Voitsberg.

## Denkmäler
| Foto |                 | Denkmal                                                                                   | Standort                                                            | Beschreibung | Metadaten |
| ---- | --------------- | ----------------------------------------------------------------------------------------- | ------------------------------------------------------------------- | --- | --- |
| ja   | Datei hochladen | Bildstock HERIS-ID: 102962 Objekt-ID: 119416                                              | Josef-Radkohl-Straße Standort KG: Lobming                           | → Hauptartikel : Bildstock bei der Heiligenblutkirche f1 | BDA-Hist.: Q23689685 Status: § 2a Stand der BDA-Liste: 2025-06-30 Name: Bildstock GstNr.: 590/4 Bildstock Josef-Radkohl-Straße, Voitsberg                                               |
| ja   | Datei hochladen | Kath. Filialkirche Hl. Blut HERIS-ID: 51938 Objekt-ID: 57771                              | Josef-Radkohl-Straße 18 Standort KG: Lobming                        | Anmerkung: | BDA-Hist.: Q23955037 Status: § 2a Stand der BDA-Liste: 2025-06-30 Name: Kath. Filialkirche Hl. Blut GstNr.: .81 Filialkirche Hl. Blut, Voitsberg                                        |
| ja   | Datei hochladen | Burgruine Krems HERIS-ID: 102974 Objekt-ID: 119428                                        | Nelkengasse 4, östlich Standort KG: Thallein                        | Burgruine Krems ist eine der bedeutendsten Burgruinen der Steiermark. Sie geht auf einen Wehrbau aus der Mitte des 12. Jahrhunderts zurück, der zu Beginn des 13. Jahrhunderts großzügig ausgebaut wurde. Anfang des 17. Jahrhunderts sollte sie zu einem Barockschloss umgebaut werden, was aber zu einer finanziellen Überforderung der damaligen Burgherren führte. Schließlich wurde sie gemeinsam mit der Herrschaft Ligist verwaltet, womit ab etwa 1730 kein dauerhafter Bewohner mehr vorhanden war und sie dem Verfall preisgegeben wurde. Ein Erdrutsch 1817 bedeutete das Ende der Pläne, sie zu restaurieren. Die Ruine liegt an einem schmalen Bergvorsprung, markantestes Element ist der fünfstöckige Bergfried, dessen Grundriss zur Hälfte rund und zur Hälfte dreieckig ist. | BDA-Hist.: Q1012734 Status: Bescheid Stand der BDA-Liste: 2025-06-30 Name: Burgruine Krems GstNr.: .1 Burgruine Krems                                                                   |
| ja   | Datei hochladen | Burgruine Obervoitsberg HERIS-ID: 37511 Objekt-ID: 36684                                  | bei Schloßberggasse 5 Standort KG: Tregist                          | Die Burg wurde nach 1173 angelegt, um die Straße von Graz nach Judenburg zu überwachen. Sie wurde in den nächsten Jahrzehnten ausgebaut, war zeitweise landesfürstlicher Besitz und wurde auch Gerichtssitz. Nachdem sie im 18. Jahrhundert als solcher aufgegeben wurde, verfiel sie im 18. Jahrhundert, 1787 wurde sogar das Gefängnis geräumt. Ein Blitzschlag 1797 setzte den Schlusspunkt. Die Ruine liegt auf einem Bergrücken oberhalb der Stadt und war auch die deren Befestigung einbezogen. Die meisten sichtbaren Reste der Befestigungsmauern stammen aus dem 14./15. Jahrhundert. | BDA-Hist.: Q1015450 Status: § 2a Stand der BDA-Liste: 2025-06-30 Name: Burgruine Obervoitsberg GstNr.: 648 Burgruine Obervoitsberg                                                      |
| ja   | Datei hochladen | Wohnhaus, ehem. Bürgerspital mit Annenkirche HERIS-ID: 109950 Objekt-ID: 127597           | Burggasse 16–18 Standort KG: Voitsberg Stadt                        | | BDA-Hist.: Q37816226 Status: § 2a Stand der BDA-Liste: 2025-06-30 Name: Wohnhaus, ehem. Bürgerspital mit Annenkirche GstNr.: .14/1 Bürgerspital Voitsberg                               |
| ja   | Datei hochladen | Teilstück der Wehr- und Stadtmauer HERIS-ID: 106287 Objekt-ID: 123418                     | Burggasse 23a Standort KG: Voitsberg Stadt                          | | BDA-Hist.: Q37807301 Status: Bescheid Stand der BDA-Liste: 2025-06-30 Name: Teilstück der Wehr- und Stadtmauer GstNr.: 17 Stadtmauer Voitsberg                                          |
| ja   | Datei hochladen | Bezirksgericht und Finanzamt HERIS-ID: 102995 Objekt-ID: 119450seit 2014                  | Dr.-Christian-Niederdorfer-Straße 1 Standort KG: Voitsberg Stadt    | | BDA-Hist.: Q37792782 Status: Bescheid Stand der BDA-Liste: 2025-06-30 Name: Bezirksgericht und Finanzamt GstNr.: .128/1, 100/1 Bezirksgericht und Finanzamt Voitsberg                   |
| ja   | Datei hochladen | Mariensäule HERIS-ID: 102981 Objekt-ID: 119436                                            | bei Hauptplatz 33 Standort KG: Voitsberg Stadt                      | Die Mariensäule auf dem Hauptplatz wurde 1753 vom Grafen von Wagensperg gestiftet und stammt wohl von Josef Schokotnigg. 1978 wurde sie restauriert. Auf einer Steinsäule steht eine Immaculata, am Sockel die hll. Joseph, Johann Nepomuk, Joachim und Anna, auf Einzelsockeln die hll. Johannes d. T., Sebastian und Rochus. | BDA-Hist.: Q37792675 Status: § 2a Stand der BDA-Liste: 2025-06-30 Name: Mariensäule GstNr.: 114/1 Mariensäule Voitsberg                                                                 |
| ja   | Datei hochladen | Lichtsäule HERIS-ID: 102982 Objekt-ID: 119437                                             | bei Kirchengasse 1 Standort KG: Voitsberg Stadt                     | Die Totenleuchte neben der Filialkirche hl. Michael stammt aus dem 1. Viertel des 16. Jahrhunderts, sie wurde 1936/37 wesentlich erneuert. | BDA-Hist.: Q37792694 Status: § 2a Stand der BDA-Liste: 2025-06-30 Name: Lichtsäule GstNr.: 118/1 Lichtsäule Voitsberg                                                                   |
| ja   | Datei hochladen | Kath. Filialkirche hl. Michael und ehem. Friedhofsfläche HERIS-ID: 51937 Objekt-ID: 57770 | Michaeliplatz 1 Standort KG: Voitsberg Stadt                        | Anmerkung: | BDA-Hist.: Q24251446 Status: § 2a Stand der BDA-Liste: 2025-06-30 Name: Kath. Filialkirche hl. Michael und ehem. Friedhofsfläche GstNr.: .83, 118/2 Filialkirche hl. Michael, Voitsberg |
| ja   | Datei hochladen | Kriegerdenkmal HERIS-ID: 109951 Objekt-ID: 127598                                         | bei Michaeliplatz 1 Standort KG: Voitsberg Stadt                    | Das Kriegerdenkmal wurde 1927/28 von Franz Josef Unterholzer geschaffen. | BDA-Hist.: Q37816241 Status: § 2a Stand der BDA-Liste: 2025-06-30 Name: Kriegerdenkmal GstNr.: 118/1 Kriegerdenkmal Voitsberg                                                           |
| ja   | Datei hochladen | Teilstück der Stadtmauer im Nordwesten der Stadt I HERIS-ID: 102978 Objekt-ID: 119432     | bei Ruinenweg 12 Standort KG: Voitsberg Stadt                       | | BDA-Hist.: Q37792639 Status: § 2a Stand der BDA-Liste: 2025-06-30 Name: Teilstück der Stadtmauer im Nordwesten der Stadt I GstNr.: 1, 4/1, 3/1 Stadtmauer Voitsberg                     |
| ja   | Datei hochladen | Evang. Pfarrkirche A.B., Gustav-Adolf-Kirche HERIS-ID: 102968 Objekt-ID: 119422           | Bahnhofstraße 12 Standort KG: Voitsberg Vorstadt                    | Die Kirche wurde 1936 nach einem Plan von Hans Hönel erbaut, die Wandmalerei Christus am Kreuz stammt von Erich Hönig. Die Glocke ist alt und stammt aus dem Jahre 1780. | BDA-Hist.: Q37792576 Status: § 2a Stand der BDA-Liste: 2025-06-30 Name: Evang. Pfarrkirche A.B., Gustav Adolf-Kirche GstNr.: .264 Gustav-Adolf-Kirche Voitsberg                         |
| ja   | Datei hochladen | Stadtpfarrkirche hl. Josef HERIS-ID: 102985 Objekt-ID: 119440                             | Conrad-von-Hötzendorf-Straße 25 Standort KG: Voitsberg Vorstadt     | Anmerkung: | BDA-Hist.: Q26248594 Status: § 2a Stand der BDA-Liste: 2025-06-30 Name: Stadtpfarrkirche hl. Josef GstNr.: .3/2 Stadtpfarrkirche Voitsberg                                              |
| ja   | Datei hochladen | Pfarrhof, ehem. Karmeliterkloster HERIS-ID: 102986 Objekt-ID: 119441                      | Conrad-von-Hötzendorf-Straße 25 Standort KG: Voitsberg Vorstadt     | Das Karmeliterkloster wurde 1395 von Friedrich und Georg von Hanau gemeinsam mit der Pfarrkirche St. Josef gegründet und 1812 aufgehoben. Die drei bis dreieinhalbgeschoßige Anlage des Klosters wurde im 17. Jahrhundert um einen Rechteckhof erbaut. An der Nordfront in einer Nische eine barocke Statue des hl. Josephs aus der Bauzeit. Zur Kirche einige Grabsteine, so für Prior Matthäus Werenwag († 1638), vor dem Kreuz kniend und für Prior Christophorus Dözner aus der 1. Hälfte des 17. Jahrhunderts, sowie weitere Biedermeiergrabsteine. | BDA-Hist.: Q37792722 Status: § 2a Stand der BDA-Liste: 2025-06-30 Name: Pfarrhof, ehem. Karmeliterkloster GstNr.: .3/1, 64, .2 Pfarrhof Voitsberg                                       |
| ja   | Datei hochladen | Karmeliterkreuz mit ehem. Klostermauer HERIS-ID: 109953 Objekt-ID: 127600                 | bei Conrad-von-Hötzendorf-Straße 25 Standort KG: Voitsberg Vorstadt | | BDA-Hist.: Q37816290 Status: § 2a Stand der BDA-Liste: 2025-06-30 Name: Karmeliterkreuz mit ehem. Klostermauer GstNr.: 64                                                               |
| ja   | Datei hochladen | Stadtturm HERIS-ID: 51934 Objekt-ID: 57766                                                | Georg-Weber-Platz 1 Standort KG: Voitsberg Vorstadt                 | | BDA-Hist.: Q38048183 Status: § 2a Stand der BDA-Liste: 2025-06-30 Name: Stadtturm GstNr.: .158 Stadtturm Voitsberg                                                                      |
| ja   | Datei hochladen | Hans-Deutscher-Gedenkstätte HERIS-ID: 113094 Objekt-ID: 131323seit 2018                   | vor Hans-Deutscher-Gasse 6 Standort KG: Voitsberg Vorstadt          | Ein in den 1950-Jahren nach einem Plan des Architekten Franz Jakubecki von Künstlern der Sezession Graz (Franz Eigner, Gottfried Fabian u. a.) geschaffener Spielplatz wurde als Denkmal für Hans Deutscher, von 1927 bis 1930 Bürgermeister von Voitsberg, umfunktioniert. | BDA-Hist.: Q56259774 Status: Bescheid Stand der BDA-Liste: 2025-06-30 Name: Hans-Deutscher-Gedenkstätte GstNr.: 509 Hans-Deutscher-Gedenkstätte                                         |
| ja   | Datei hochladen | Landesberufsschule HERIS-ID: 109965 Objekt-ID: 127612                                     | Mozartgasse 14 Standort KG: Voitsberg Vorstadt                      | Das Schulgebäude in Sichtbeton stammt von Kurt Weber-Mzell aus den Jahren 1969–1973. | BDA-Hist.: Q37816321 Status: § 2a Stand der BDA-Liste: 2025-06-30 Name: Landesberufsschule GstNr.: 35/7 Landesberufsschule Voitsberg                                                    |
| ja   | Datei hochladen | Persönlichkeitsdenkmal Friedrich von Schiller HERIS-ID: 102996 Objekt-ID: 119451          | bei Schillerstraße 12 Standort KG: Voitsberg Vorstadt               | | BDA-Hist.: Q37792802 Status: § 2a Stand der BDA-Liste: 2025-06-30 Name: Persönlichkeitsdenkmal Friedrich von Schiller GstNr.: 472/1 Schillerdenkmal Voitsberg                           |